# Reflektivt lyssnande
Reflektivt lyssnande är en grundläggande färdighet i MI (motiverande samtal). Reflektiva uttalanden, som är en gissning av vad klienten menar, har en viktig funktion när det gäller att fördjupa förståelsen genom att ta reda på om ens gissning är riktig. Reflektiva uttalanden låter också människor åter få höra de tankar och känslor som de tidigare uttryckt, kanske med andra ord, och begrunda dem. Skickligt utfört reflektion lyssnade tenderar att få en person att fortsätta att tala, utforska och tänka efter. Detta är också med nödvändighet selektivt genom att man väljer vilka aspekter man ska reflektera på av allt det som personen har sagt. Inom de framkallande och planerande processerna i MI finns det klara riktlinjer om vad man ska välja att reflektera över, vad man ska rikta uppmärksamheten på.